# Simon III de Poissy
Pour les articles homonymes, voir Poissy (homonymie).
 (octobre 2023).
La mise en forme du texte ne suit pas les recommandations de Wikipédia : il faut le « wikifier ».
Les points d'amélioration suivants sont les cas les plus fréquents :
- Les titres sont pré-formatés par le logiciel. Ils ne sont ni en capitales, ni en gras.
- Le texte ne doit pas être écrit en capitales (les noms de famille non plus), ni en gras, ni en italique, ni en « petit »…
- Le gras n'est utilisé que pour surligner le titre de l'article dans l'introduction, une seule fois.
- L'italique est rarement utilisé : mots en langue étrangère, titres d'œuvres, noms de bateaux, etc.
- Les citations ne sont pas en italique mais en corps de texte normal. Elles sont entourées par des guillemets français : « et ».
- Les listes à puces sont à éviter, des paragraphes rédigés étant largement préférés. Les tableaux sont à réserver à la présentation de données structurées (résultats, etc.).
- Les appels de note de bas de page (petits chiffres en exposant, introduits par l'outil «  Source ») sont à placer entre la fin de phrase et le point final[comme ça].
- Les liens internes (vers d'autres articles de Wikipédia) sont à choisir avec parcimonie. Créez des liens vers des articles approfondissant le sujet. Les termes génériques sans rapport avec le sujet sont à éviter, ainsi que les répétitions de liens vers un même terme.
- Les liens externes sont à placer uniquement dans une section « Liens externes », à la fin de l'article. Ces liens sont à choisir avec parcimonie suivant les règles définies. Si un lien sert de source à l'article, son insertion dans le texte est à faire par les notes de bas de page.
- La présentation des références doit suivre les conventions bibliographiques. Il est recommandé d'utiliser les modèles {{Ouvrage}}, {{Chapitre}}, {{Article}}, {{Lien web}} et/ou {{Bibliographie}}. Le mode d'édition visuel peut mettre en forme automatiquement les références.
- Insérer une infobox (cadre d'informations à droite) n'est pas obligatoire pour parachever la mise en page.

Pour une aide détaillée, merci de consulter Aide:Wikification.
Si vous pensez que ces points ont été résolus, vous pouvez retirer ce bandeau et améliorer la mise en forme d'un autre article.
Simon III de Poissy, né vers 1175 et mort le 27 octobre 1247, est un chevalier banneret de l'armée royale du temps de Philippe Auguste, Louis VIII et Louis IX.

## Biographie

### Parents et fratrie
Issu d'une branche surnommée « Ternel », il est le fils de Simon II de Poissy, décédé vers 1189 et de Mathilde. Il a eu des frères et sœurs, mais ceux-ci ne semblent pas avoir survécu à l'âge adulte.
Un de ses grands-oncles se nomme Gauthier. Chanoine de Notre-Dame de Poissy, il donne en 1174 à l'abbaye des Vaux-de-Cernay ce qui formera la ferme de Saint-Nom-la-Bretèche.

### Chevalier banneret
Il est probablement fait chevalier autour de 1195, mais il faut attendre 1201 pour lui voir attaché pour la première fois le titre latin de miles. Il est au service de la monarchie capétienne et participe à toutes les campagnes d'importance de l'armée royale.
Il accompagne l'ost lors du rattachement de la Normandie au domaine royal français. Sa présence est attestée en 1202 où il est en garnison à Vernon. Il reçoit la garde en 1206 du château de Beaufort-en-Vallée en compagnie du vicomte Adam II de Melun et Jean Briart.
En 1209, il est au côté de Simon IV de Monfort durant la croisade des Albigeois. Il est présent lorsque ce dernier reçoit d'Agnès, vicomtesse de Béziers, des droits sur les châteaux de Pezenas et de Tourbe.
Le 27 juillet 1214, il pourrait avoir pris part à la bataille de Bouvines, mais il est possible qu'il ait accompagné le prince Louis dans le Poitou et ait été engagé lors de la bataille de la Roche-aux-Moines.
Lors de la première guerre des barons, il suit le prince Louis dans sa tentative de conquête de la couronne anglaise. Il est un des chevaliers les plus actifs. Il reçoit en récompense le château de Cambridge (en) en 1216-1217. Il participe à la bataille de Lincoln où il est contraint de fuir marquant ainsi l'échec définitif de cette expédition.
Après le décès de Philippe Auguste, Simon devient un très proche de Louis VIII. Il est présent lorsque le roi décide d'engager une nouvelle campagne contre les albigeois en 1226. Sur le chemin du retour, Louis VIII décède à Montpensier et demande à son entourage hommage et fidélité en faveur de son héritier, son fils Louis IX. Simon est l'un des signataires de ce document. Il est alors au sommet de sa carrière publique et militaire.
Il reste fidèle à la cause royale durant la régence de Blanche de Castille, mais son influence est désormais de moindre importance.

### Mort
Il décède le 27 octobre 1247 et il est inhumé à l'entrée de l'église de l'abbaye de Joyenval, abbaye fondée par Barthélémy de Roye que Simon a côtoyé.

## Patrimoine
De ses parents, Simon III de Poissy hérite de nombreux biens tenus du roi et situés en région pinceraine, à Achères, Villennes-sur-Seine, Migneaux et Poissy. Il prête hommage à l'abbaye de Saint-Denis pour des fiefs situés à Davron, Lanluet (situé sur la commune de Feucherolles) et Morainvilliers en 1229-30.
Il détient aussi des biens situés à Paris dont le Palais des Thermes, à Ablon-sur-Seine et ses alentours (Chevilly-Larue, Orly, Morangis, Villeneuve-le-Roi), ou encore à Saint-Maur-des-Fossés.
En 1225, Louis VIII lui donne le château de Normanville où le nom de Poissy sera porté jusqu'au début du XVe siècle.
Mais c'est à Aigremont, tout proche de la ville de Poissy, dans un modeste fief qu'il tient du roi, qu'il décide d'établir son autorité et manifester son prestige. En 1207, il fait ériger une chapelle privée à proximité de sa ferme, puis demande à l'abbaye chartraine de Saint-Jean-en-Vallée d'y créer une nouvelle paroisse. En 1212, il reçoit du roi les bois d'Aigremont en échange de droits qu'il possédait en forêt de Laye. Il transforme sa ferme en forteresse et en prête hommage au roi Philippe Auguste en 1223. Il rattache alors toutes ses possessions pinceraines à son château d'Aigremont.

## Mariage et enfants
Vers 1200, il épouse Agnès de Garlande (morte vers 1232), fille d'Anseau de Garlande, veuve d'Aubert d'Andrezel, et mère d'au moins trois enfants, Aubert et Jean d'Andrezel, et Eustachie, future abbesse de l'abbaye d'Yerres. Ils ont cinq enfants :
1. Simon IV de Poissy (mort vers 1250), époux de Isabelle de Mello ;
2. Anseau (mort vers 1224) ;
3. Eve, épouse de Henri de Richebourg ;
4. Isabelle, épouse de Gui, vicomte de Corbeil ;
5. Agnès, épouse de Simon, châtelain de Neauphle.